# Пенярол
Клуб Атлетико „Пенярол“ (на испански: Club Atlético Peñarol) е футболен отбор от град Монтевидео, Уругвай.
Клубът е наследник на основания през 1891 година отбор на СУРКК (Сентрал Уругвай Рейлуей Крикет Клуб). Освен най-успешният клуб в страната си е считан и за един от колосите в Латинска Америка. Сред успехите на отбора са пет спечелени Копа Либертадорес и 51 шампионски титли на Уругвай (пет от тях са спечелени от СУРКК). През цялата си история "Manyas" никога не са изпадали - това са 111 години като Пенярол, а ако се брои и СУРКК – 133 години.

## История
На 28 септември 1891 г. 118 железничари основават Сентрал Уругвай Рейлуей Крикет Клуб (СУРКК). Цветовете на отбора – жълто и черно – са заимствани от цветовете на железопътните знаци и бариери. В началото това е само отбор по крикет. Основателите на отбора са 72 англичани, 45 уругвайци и един германец – поради тази причина на играчите на отбора и до днес се казва англичаните. През 1900 г. СУРКК организира първото уругвайско футболно първенство, по това време все още аматьорско. Поради тази причина някои считат отбора за основоположник на футбола в Уругвай.
По-нататъчното развитие на СУРКК е предмет на спор от страна на феновете на Пенярол и враговете им от Насионал Монтевидео. Според първите Пенярол е прозвище на СУРКК от самото създаване на отбора и на 12 март 1914 г. той официално е преименуван на Пенарол. Според другата версия, чиито поддръжници са основно феновете на Насионал, СУРКК закрива футболния си отбор и негови членове основават Пенярол на 13 декември 1913 г. – така Пенярол е наследник на СУРКК, но няма право да си присвоява датата на основаване и шампионските титли на СУРКК.
През 1923 г. Пенярол и Сентрал (предшественик на Сентрал Еспаньол) са изключени от Уругвайската Футболна Асоциация (УФА), защото играят мачове срещу аматьорските по това време отбори от Аржентина Расинг Клуб и Индепендиенте (Авелянеда). Пенярол и Сентрал създават Уругвайската Футболна Федерация (УФФ), която в продължение на три години организира паралелно първенство (третото не завършва) и дори събира играчи на двата отбора във втори национален отбор на Уругвай, който изиграва няколко международни мача. Някои от уругвайските отбори дори участват с по един тим във всяко от паралелните първенства. През 1926 г. УФФ се разпада и отборите от нея се връщат в УФА. Титлите на шампионите на УФФ – Монтевидео Уондърърс и Пенярол – не са признати от УФА. Първенството през 1926 г., в което участват отбори от двете федерации не е организирано от УФА, а от Консехо Провисорио и затова не се счита за официален турнир на УФА и асоциацията не признава титлата на Пенярол.
Жълто-черните са първият отбор в историята, който играе със спонсор на фланелките си. Това става в средата на 50-те години.
Пенярол е най-успешният уругвайски отбор в Копа Либертадорес с пет титли. Повече имат само аржентинските Индепендиенте (7) и Бока Хуниорс (6). Пенярол три пъти в историята си е печелил Междуконтиненталната купа по футбол. Другите отбори с толкова титли са Насионал, Реал Мадрид, Милан и Бока Хуниорс.
През 2009-та година "Международната федерация по футболна история и статистика" обявява класация за най-добрите тимове за 20-ти век на всеки континент. Класацията е съставена давайки точки за всяка победа след 1/4 финалната фаза във всички международни турнири. Предвид се вземат мачовете проведени в ерата след 1932 година, когато вече всички отбори са с професионален статут. За Южна Америка Пенярол заема убедително първото място, имайки солидна преднина пред останалите "гиганти" от континента. В чест на това престижно класиране е кръстен и стадиона на отбора - "Campeón del Siglo", в превод - Шампион на века. "Арената" е фициално открита на 28 Март 2016-та година с приятелски мач срещу Ривър Плейт, в който домакините печелят с 4-1, а първото попадение в историята на стадиона е отбелязано от Диего Форлан.
Така изглежда и споменатото по-горе класиране на "Международната федерация по футболна история и статистика":
1 - Пенярол (Уругвай) - 531 точки.
2 - Индепендиенте (Аржентина) - 426.5 точки.
3 - Насионал (Уругвай) - 414 точки.
4 - Ривър Плейт (Аржентина) - 404.25 точки.
5 - Олимпия (Парагвай) - 337 точки.
6 - Бока Хуниорс (Аржентина) - 312 точки.
7 - Крузейро (Бразилия) - 295.5 точки.
8 - Сао Пауло (Бразилия) - 242 точки.
9 - Америка де Кали (Колумбия) - 220 точки.
10 - Палмейрас - (Бразилия) - 213 точки.

## Успехи

### Национални
- Шампион на Уругвай (51): 1900, 1901, 1905, 1907, 1911 (тези титли са на СУРКК), 1918, 1921, 1928, 1929, 1932, 1935, 1936, 1937, 1938, 1944, 1945, 1949, 1951, 1953, 1954, 1958, 1959, 1960, 1961, 1962, 1964, 1965, 1967, 1968, 1973, 1974, 1975, 1978, 1979, 1981, 1982, 1985, 1986, 1993, 1994, 1995, 1996, 1997, 1999, 2003, 2009 – 2010, 2012 – 2013, 2015 – 2016, 2017, 2018, 2021.
- 2x Суперкупа на Уругвай: 17/18, 21/22.
- 1х Шампион на неофициалното първенство: 1926.
- 12х Победител в квалификационния турнир за Копа Либертадорес: 1974, 1975, 1977, 1978, 1980, 1984, 1985, 1986, 1988, 1994, 1997 и 2004.
- 13х Торнео Компетенсия: 1936, 1941, 1943, 1946, 1947, 1949, 1951, 1953, 1956, 1957, 1964, 1967 и 1986.

### Международни
- 5х Копа Либертадорес: 1960, 1961, 1966, 1982 и 1987
- 3х Междуконтинтална Купа: 1961, 1966 и 1982

### Приятелски турнири

#### Национални
- 1х Копа де Оро: 1982
- 3х Купа Албион: 1916, 1917 и 1921
- 1х Купа ANCAP: 1934
- 4х Купа Артигас: 1909, 1910, 1911 и 1996
- 1х Купа Сентенарио де Лас Пиедрас: 1930
- 1х Купа Комите Патриотико де Лас Пиедрас: 1926
- 1х Купа Консехо Департаментал де Сан Хосе: 1921
- 3х Купа Хюндай: 1996, 1999 и 2004
- 1х Лига Майор: 1978
- 1х Копа Пунта дел Есте: 1997
- 1х Копа Конрад: 2004

#### Международни
- 8х Копа Компетенсия: 1901, 1902, 1904, 1905, 1907, 1909, 1910 и 1916
- 17х Копа Онор: 1907, 1909, 1911, 1918, 1944, 1945, 1946, 1947, 1949, 1950, 1951, 1952, 1953, 1956, 1964 и 1967
- 1х Winner of the South American zone of the Intercontinental Champions Super Cup: 1969
- 1х Турнир Кампеонес Судамериканос Хувенилес: 1954
- 1х Трофей Суитат де Леида: 1990
- 2х Турнир Сиудад де Болоня: 1990 и 1995
- 1х Турнир Сисина: 1985
- 1х Турнир Коломбес: 1984
- 1х Копа де Оро: 1982
- 2х Турнир Коста дел Сол: 1974 и 1975
- 10х Турнир Куадрангулар: 1952, 1955, 1957, 1959, 1960, 1963, 1965, 1966, 1968 и 1970
- 1х Special Tournament: 1968
- 1х Турнир Пренса Депортива: 1983
- 1х Трофей Кауполикан: 1943
- 2х Трофей Ел Импарсиал: 1925 и 1926
- 1х Трофей Хосе Ровира: 1924
- 1х Трофей Ла Трибуна Популар: 1932
- 1х Трофей Ресидентес ен Кордоба: 1924
- 1х Трофей Сислей: 1926
- 1х Турнир Риоплатенсе: 1928
- 1х Купа Алем: 1925
- 2х Купа Антлантико Сур: 1972 и 1973
- 1х Купа Бейсо: 1923
- 1х Купа Бормида: 1925
- 1х Купа Каляри: 1991
- 1х Купа Чери-Мединес-Перес: 1923
- 1х Купа Клуб Еспаньол: 1926
- 1х Купа Конфратернидад Депортива: 1973
- 2х Купа Тереза Херера: 1974 и 1975
- 1х Купа Мохамед V: 1974
- 1х Купа Коста дел Сол: 1975
- 1х Купа Сиудад де Севиля: 1985
- 1х Купа Сиудад де Марбеля: 1985
- 1х Чемпиънс Голд Къп: 1985
- 1х First Intercontinental Champions Cup: 1985
- 4х Купа Пармалат: 1993, 1994, 1996 и 1998
- 4х Копа де Онор Риоплатенсе: 1909, 1911, 1916 и 1918
- 1х Купа Диарио Кроника: 1922
- 1х Купа Дорса: 1935
- 1х Купа Ернесто Барос Харпа: 1923
- 2х Купа Естимуло: 1909 и 1910
- 1х Купа Форенсе: 1925
- 1х Купа Франсиско Фераро: 1922
- 1х Купа Гилермо Дейвис: 1925
- 1х Купа Интенденте Мунисипал де Буенос Айрес: 1923
- 1х Купа Хосе Педро Варела: 1918
- 1х Купа Хосе Пиендибене: 1929
- 1х Купа Ла Трансатлантика: 1916
- 1х Купа Мантегани: 1910
- 1х Купа Министерио де Инструсион Публика: 1927
- 1х Купа Мирургия: 1928
- 2х Купа Мунисипио де Авелянеда: 1923 и 1924
- 1х Купа Норберто Масоне: 1925
- 1х Купа Нюньоа: 1926
- 2х Купа Омар Фонтана: 1937 и 1941
- 1х Купа Пенярол-Ейнтрач: 1927
- 2х Купа Пресиденте Брум: 1921 и 1922
- 1х Купа Примавера: 1937
- 1х Купа Принсипе Хуан де Еспаня: 1972
- 1х Купа Прокарселес: 1923
- 1х Купа Рикардо Медина: 1922
- 1х Купа Рикардо Питалуга: 1928
- 1х Купа Сенадо де Буенос Айрес: 1924
- 1х Купа Симон Воливар: 1983
- 1х Купа Щрауман: 1923
- 1х Купа Тортони: 1918
- 1х Купа Транспортес Аерос Португесес: 1974
- 1х Купа Валпараисо: 1926
- 1х Купа Витака: 1926
- 1х Купа Монтевидео: 1918, 1954, 1971 и 2006
- 1х Кура Кристал де Рока: 1927
- 1х Куадрангулар: 1957
- 2х Торнео Ел Графико 2002:

## Актуален състав
Към Юни 2024:
Вратари:  Вашингтон Агере; Рандал Родригез; Гилермо де Аморес.
Защитници: Гузман Родригез; Лео Коельо; Мартин Джаноли; Науел Ерера; Максимилиано Оливера; Диего Соса; Лукас Ернандез; Байрон Кастийо; Педро Миланс; Камило Маяда.
Халфове: Дамиан Гарсиа; Игнасио Соса; Хавиер Мендез; Себастиан Кристофоро; Гастон Рамирез; Франко Гонзалез; Едуардо Дариас (под наем от Малдонадо); Леонардо Фернандез (под наем от Толука).
Нападатели: Максимилиано Силвера, Науел Акоста, Хавиер Кабрера, Леонардо Секейра (под наем от Евертън-Чили), Анхел Гонзалез (под наем от Лига де Кито), Матеус Баби (под наем от Атлетико Паранаенсе), Хосе Нерис (под наем от Колон).

## Известни бивши играчи
- Алберто Спенсър
- Алваро Гестидо
- Алсидес Гиджа
- Антонио Алсаменди
- Армандо Дели Валдес
- Малтер Пандиани
- Гилермо Джакомаци
- Гонсало де лос Сантос
- Густаво Матосас
- Дарио Силва
- Диего Агире
- Диего Перес
- Диего Форлан
- Едгар Алварес
- Елиас Фигероа
- Ернесто Фабиан Канобио
- Жан-Жак Пиер
- Карлос Агилера
- Карлос Боргес
- Карлос Буено
- Карлос Диого
- Кристиан Родригес
- Ладислао Масуркиевич
- Лоренцо Фернандес
- Луис Кубила
- Марсело Салайета
- Мигел Анхел Лаури
- Нелсон Гутиерес
- Обдулио Варела
- Оскар Мигес
- Пабло Бенгоечеа
- Пабло Гарсия
- Пабло Форлан
- Паоло Монтеро
- Педро Роча
- Рой Миърс
- Роке Масполи
- Федерико Магаланес
- Фернандо Алвес
- Фернандо Морена
- Хое Бисера
- Хосе Андраде
- Хосе Луис Чилаверт
- Хосе Пердомо
- Хуан Висенте Лескано
- Фуан Алберто Скиафино
- Хуан Хонберг
- Хулио Абадие
- Хулио Сезар Кортес